# Campionati del mondo di mountain bike marathon 2020
I Campionati del mondo di mountain bike marathon 2020 (en. 2020 UCI Mountain Bike Marathon World Championships), diciottesima edizione della competizione, furono disputati a Sakarya, in Turchia, il 25 ottobre 2020.
Il percorso prevedeva un giro di lancio e successivamente un anello di 29,1 km da percorre 3 volte per gli uomini (totale 110 km) e 2 volte per le donne (totale 80,3 km).

## Medagliere
Medagliere finale
| Pos.   | Nazione    | Oro | Argento | Bronzo | Totale |
| ------ | ---------- | --- | ------- | ------ | ------ |
| 1      | Svizzera   | 1   | 0       | 1      | 2      |
| 2      | Colombia   | 1   | 0       | 0      | 1      |
| 3      | Portogallo | 0   | 1       | 0      | 1      |
| 3      | Polonia    | 0   | 1       | 0      | 1      |
| 4      | Rep. Ceca  | 0   | 0       | 1      | 1      |
| Totale | Totale     | 2   | 2       | 2      | 6      |

## Sommario degli eventi
| Eventi          | Oro                      | Tempo      | Argento                   | Tempo    | Bronzo                  | Tempo    |
| Uomini dettagli | Leonardo Páez Colombia   | 4h 19' 50" | Tiago Ferreira Portogallo | a 2' 20" | Martin Stosek Rep. Ceca | a 2' 35" |
| Donne dettagli  | Ramona Forchini Svizzera | 3h 42' 18" | Maja Włoszczowska Polonia | a 1"     | Ariane Luthi Svizzera   | a 1' 22" |